# Подводные лодки типа «Ожел»
Подводные лодки типа «Ожел» (пол. Okręty podwodne typu Orzeł) — тип подводных лодок, построенных для ВМС Польши на голландской верфи De Schelde в Роттердаме. Созданы на основе голландских подлодок типа O16.

## Описание
Конструкция подлодок разрабатывалась при участии польских военно-морских специалистов. В проекте использовались некоторые элементы конструкции голландских подлодок, в том числе и формы торпедных аппаратов. Корпус был полностью сварным, а большая часть элементов управления была гидравлической. Подлодки могли погружаться максимально на глубину до 80 метров, однако по записям в итогах испытаний они погружались на глубину до 100 м и больше. Развивали скорость до 19 узлов. Изначально планировалось строить подлодки в Великобритании (скорость должна была составлять до 20 узлов), однако британские специалисты просто отказались это делать не только из-за высокой цены, но и из-за технических требований, которые они посчитали невыполнимыми.

## Строительство
Были построены подлодки «Ожел» и «Сенп». Планировалось, по некоторым данным, построить подлодки «Куна» и «Ласица», однако эти сведения не подтверждаются чем-либо. Обе построенные лодки состояли на службе в ВМС Польши: «Ожел» затонул в 1940 году (предположительно), а «Сенп» оставался в строю до 1969 года.